# ハン・イン
ハン・イン (韓瑩、Han Ying、1983年4月29日 - ) は、ドイツの卓球選手。同国代表。中華人民共和国遼寧省出身。現在、ポーランドのKTSタルノブジェクに所属している。ITTF世界ランキング最高位は6位（2017年3月）。

## 略歴
21歳以上で国籍を変更したために世界卓球選手権などITTF主催の一部の大会に出場する事が出来ずオリンピックには出場可能だった時期があったが、2019年8月に世界選手権への出場資格を獲得した。2016年のリオデジャネイロオリンピックにはシングルスと団体戦に出場、シングルでは準々決勝で丁寧にストレート負けし5位、団体では準決勝で日本にフルゲームで勝利、決勝では中国に敗れ銀メダルを獲得した。2020東京オリンピックでは団体4位、シングルスは5位と２大会連続の入賞を果たした。自身初の世界選手権参加となった2021年ヒューストン大会では、女子シングルス3回戦で第2シードの孫穎莎に破れベスト32に終わった。2022年2月に開催された2022年ヨーロッパTOP16カップで優勝した。
2019年1月30日、Tリーグのトップおとめピンポンズ名古屋に加入することが発表された。
2024年1月の試合でアキレス腱断裂の重傷を負い、第57回世界卓球選手権団体戦、2024年パリオリンピックの欠場を余儀なくされた。

## 戦歴
2016年
- 2016年リオデジャネイロオリンピック 女子団体 準優勝
- ITTFワールドツアーグランドファイナル 女子シングルス 準優勝
- 2022年ヨーロッパTOP16カップ 女子シングルス 優勝

| 大会                               | 年度 | 開催地         | 開催国       | シングルス | ダブルス | ミックス | 団体 |
| ---------------------------------- | ---- | -------------- | ------------ | ---------- | -------- | -------- | ---- |
| ワールドツアー                     | 2015 | ブレーメン     | ドイツ       | ベスト32   | ベスト16 |          |      |
| ワールドツアー                     | 2015 | ドーハ         | カタール     | 準優勝     |          |          |      |
| ワールドツアー                     | 2015 | クウェート     | クウェート   | ベスト16   | 準優勝   |          |      |
| ワールドツアー・グランドファイナル | 2014 | バンコク       | タイ         | ベスト16   |          |          |      |
| ワールドツアー                     | 2014 | ストックホルム | スウェーデン | ベスト4    | ベスト8  |          |      |
| ワールドツアー                     | 2014 | オロモウツ     | チェコ       | ベスト32   | ベスト8  |          |      |
| ワールドツアー                     | 2014 | 仁川           | 大韓民国     | 優勝       | ベスト16 |          |      |
| ワールドツアー                     | 2014 | 成都           | 中国         | ベスト16   | ベスト4  |          |      |
| ワールドツアー                     | 2014 | マクデブルク   | ドイツ       | ベスト4    | ベスト16 |          |      |
| ワールドツアー                     | 2014 | ドーハ         | カタール     | ベスト32   | ベスト16 |          |      |
| ワールドツアー                     | 2013 | ベルリン       | ドイツ       | ベスト4    | ベスト16 |          |      |
| ワールドツアー                     | 2013 | オロモウツ     | チェコ       | ベスト8    | ベスト8  |          |      |
| ワールドツアー                     | 2013 | ドーハ         | カタール     | ベスト16   | ベスト8  |          |      |
| ワールドツアー                     | 2012 | ドーハ         | カタール     | ベスト8    |          |          |      |
| プロツアー                         | 2011 | ドルトムント   | ドイツ       | ベスト64   |          |          |      |
| プロツアー                         | 2011 | シェフィールド | イギリス     | ベスト64   | ベスト16 |          |      |